# Хюттинген-на-Килле
Хюттинген-на-Килле (нем. Hüttingen an der Kyll) — община в Германии, в земле Рейнланд-Пфальц. 
Входит в состав района Айфель-Битбург-Прюм. Подчиняется управлению Битбург-Ланд.  Население составляет 327 человек (на 31 декабря 2010 года). Занимает площадь 2,94 км².